# جريج أودن
جريج أودن (بالإنجليزية: Greg Oden)‏ مواليد 22 يناير 1988 في بوفالو، هو لاعب كرة سلة أمريكي بدأ مسيرته الاحترافية في سنة 2007 حيث تم اختياره من قبل فريق بورتلاند ترايل بلايزرز خلال الدرافت،. يبلغ طوله 7 قدم 0 بوصة (2.1 م).

## فرق لعب لها
- بورتلاند ترايل بلايزرز
- ميامي هيت
- جيانغسو دراجونز

## إحصائيات المسيرة

### الموسم الاعتيادي
| السنة   | الفريق                 | لعب | بدأ | دقيقة | ميداني% | ثلاثية | حرة  | ارتداد | صنع | استلاب | تصدي | نقطة |
| ------- | ---------------------- | --- | --- | ----- | ------- | ------ | ---- | ------ | --- | ------ | ---- | ---- |
| 2008–09 | بورتلاند ترايل بلايزرز | 61  | 39  | 21.5  | .564    | .000   | .637 | 7.0    | .5  | .4     | 1.1  | 8.9  |
| 2009–10 | بورتلاند ترايل بلايزرز | 21  | 21  | 23.9  | .605    | .000   | .766 | 8.5    | .9  | .4     | 2.3  | 11.1 |
| 2013–14 | ميامي هيت              | 23  | 9   | 9.2   | .551    | .000   | .565 | 2.3    | .0  | .3     | .6   | 2.9  |
| المسيرة | المسيرة                | 105 | 66  | 19.3  | .574    | .000   | .658 | 6.2    | .5  | .4     | 1.2  | 8.0  |

### التصفيات
| السنة   | الفريق                 | لعب | بدأ | دقيقة | ميداني% | ثلاثية | حرة  | ارتداد | صنع | استلاب | تصدي | نقطة |
| ------- | ---------------------- | --- | --- | ----- | ------- | ------ | ---- | ------ | --- | ------ | ---- | ---- |
| 2009    | بورتلاند ترايل بلايزرز | 6   | 0   | 16.0  | .524    | .000   | .667 | 4.3    | .0  | .3     | .8   | 5.0  |
| 2014    | ميامي هيت              | 3   | 0   | 2.3   | .000    | .000   | .000 | .3     | .3  | .3     | .0   | .0   |
| المسيرة | المسيرة                | 9   | 0   | 11.4  | .524    | .000   | .667 | 3.0    | .1  | .3     | .6   | 3.3  |

## روابط خارجية
- جريج أودن على موقع إن بي أي (الإنجليزية)
- جريج أودن على موقع سبورتس رفرنس (الإنجليزية)
- جريج أودن على موقع كرة السلة الأوروبية.كوم (الإنجليزية)
- جريج أودن على موقع إي إس بي إن.كوم (الإنجليزية)
- جريج أودن على موقع كلية كرة السلة في سبورتس رفرنس.كوم (الإنجليزية)
- جريج أودن على موقع ريلجم (الإنجليزية)
- جريج أودن على موقع بروبوليرز (الإنجليزية)
- جريج أودن على موقع سبورتس رفرنس (الإنجليزية)